# World Professional Darts Championship 2003
De Embassy World Professional Darts Championship 2003 was de 26e editie van het internationale dartstoernooi World Professional Darts Championship en werd gehouden van 4 januari 2003 tot en met 12 januari 2003 in het Engelse Frimley Green. De World Professional Darts Championship kan worden gezien als het wereldkampioenschap voor de British Darts Organisation, BDO, een van de twee toonaangevende dartsbonden in de wereld. Hierdoor is dit toernooi het belangrijkste toernooi dat onderdeel uitmaakt van diezelfde BDO.

## Prijzengeld

### Mannen
Het totale prijzengeld bedroeg £205.000,- (plus £52.000 voor een 9-darter (niet gewonnen)) en was als volgt verdeeld:
| Plaats                | Prijzengeld |
| --------------------- | ----------- |
| Winnaar               | £50.000     |
| Runner-up             | £25.000     |
| Halvefinalist         | £11.000     |
| Kwartfinalist         | £6.000      |
| 2e ronde              | £4.250      |
| 1e ronde              | £2.750      |
| Niet-gekwalificeerden | £?          |

Degene met de hoogste check-out (uitgooi) kreeg £2.000:
- 170 - Erik Clarys £2.000

### Vrouwen
Het totale prijzengeld bedroeg £10.000,- (plus £12.000 voor een 9-darter (niet gewonnen)) en was als volgt verdeeld:
| Plaats        | Prijzengeld |
| ------------- | ----------- |
| Winnaar       | £4.000      |
| Runner-up     | £2.000      |
| Halvefinalist | £1.000      |
| Kwartfinalist | £500        |

## Alle wedstrijden

### Mannen

#### Eerste ronde (best of 5 sets)
| Vincent van der Voort | Nederland | - | Jarkko Komula    | Finland       | 3 - 1 |
| Tony David            | Australië | - | Brian Sørensen   | Denemarken    | 3 - 1 |
| Ritchie Davies        | Wales     | - | Albertino Essers | Nederland     | 3 - 1 |
| John Walton           | Engeland  | - | Martin Phillips  | Engeland      | 3 - 2 |
| Gary Anderson         | Schotland | - | Peter Johnstone  | Schotland     | 3 - 1 |
| Andy Fordham          | Engeland  | - | Stefan Nagy      | Zweden        | 3 - 0 |
| Bob Taylor            | Schotland | - | Peter Hunt       | Nieuw-Zeeland | 3 - 0 |
| Martin Adams          | Engeland  | - | Co Stompé        | Nederland     | 3 - 1 |
| John Burton           | Wales     | - | Darryl Fitton    | Engeland      | 3 - 1 |
| Raymond van Barneveld | Nederland | - | Matt Clark       | Engeland      | 3 - 1 |
| Robert Wagner         | Noorwegen | - | Gary Robson      | Engeland      | 3 - 1 |
| Erik Clarys           | België    | - | Tony Eccles      | Engeland      | 3 - 1 |
| Colin Monk            | Engeland  | - | Shaun Greatbatch | Engeland      | 3 - 0 |
| Tony O'Shea           | Engeland  | - | Ted Hankey       | Engeland      | 3 - 2 |
| Dennis Harbour        | Engeland  | - | James Wade       | Engeland      | 3 - 2 |
| Mervyn King           | Engeland  | - | Steve Coote      | Engeland      | 3 - 1 |

#### Tweede ronde (best of 5 sets)
| Vincent van der Voort | Nederland | - | Tony David            | Australië | 1 - 3 |
| Ritchie Davies        | Wales     | - | John Walton           | Engeland  | 3 - 0 |
| Gary Anderson         | Schotland | - | Andy Fordham          | Engeland  | 3 - 1 |
| Bob Taylor            | Schotland | - | Martin Adams          | Engeland  | 3 - 1 |
| John Burton           | Wales     | - | Raymond van Barneveld | Nederland | 0 - 3 |
| Robert Wagner         | Noorwegen | - | Erik Clarys           | België    | 0 - 3 |
| Colin Monk            | Engeland  | - | Tony O'Shea           | Engeland  | 3 - 2 |
| Dennis Harbour        | Engeland  | - | Mervyn King           | Engeland  | 1 - 3 |

#### Kwartfinale (best of 9 sets)
| Tony David            | Australië | - | Ritchie Davies | Wales     | 0 - 5 |
| Gary Anderson         | Schotland | - | Bob Taylor     | Schotland | 5 - 0 |
| Raymond van Barneveld | Nederland | - | Erik Clarys    | België    | 5 - 1 |
| Colin Monk            | Engeland  | - | Mervyn King    | Engeland  | 0 - 5 |

#### Halve finale (best of 9 sets)
| Ritchie Davies        | Wales     | - | Gary Anderson | Schotland | 5 - 2 |
| Raymond van Barneveld | Nederland | - | Mervyn King   | Engeland  | 5 - 2 |

#### Finale (best of 11 sets)
| Ritchie Davies | Wales | - | Raymond van Barneveld | Nederland | 3 - 6 |

### Vrouwen

#### Kwartfinale (best of 3 sets)
| Francis Hoenselaar | Nederland | - | Karin Krappen        | Nederland | 2 - 1 |
| Anne Kirk          | Schotland | - | Gaynor Williams      | Wales     | 2 - 0 |
| Trina Gulliver     | Engeland  | - | Dawn Stanley         | Engeland  | 2 - 1 |
| Mieke de Boer      | Nederland | - | Linda Rogers Pickett | Wales     | 2 - 0 |

#### Halve finale (best of 3 sets)
| Francis Hoenselaar | Nederland | - | Anne Kirk     | Schotland | 0 - 2 |
| Trina Gulliver     | Engeland  | - | Mieke de Boer | Nederland | 2 - 0 |

#### Finale (best of 3 sets)
| Anne Kirk | Schotland | - | Trina Gulliver | Engeland | 0 - 2 |

World Cup Darts (WDF)

1977 · 1979 · 1981 · 1983 · 1985 · 1987 · 1989 · 1991 · 1993 · 1995 · 1997 · 1999 · 2001 · 2003 · 2005 · 2007 · 2009 · 2011 · 2013 · 2015 · 2017 · 2019 · 2021 · 2023
World Darts Championship (BDO)

1978 · 1979 · 1980 · 1981 · 1982 · 1983 · 1984 · 1985 · 1986 · 1987 · 1988 · 1989 · 1990 · 1991 · 1992 · 1993 · 1994 · 1995 · 1996 · 1997 · 1998 · 1999 · 2000 · 2001 · 2002 · 2003 · 2004 · 2005 · 2006 · 2007 · 2008 · 2009 · 2010 · 2011 · 2012 · 2013 · 2014 · 2015 · 2016 · 2017 · 2018 · 2019 · 2020
World Darts Championship (PDC)

1994 · 1995 · 1996 · 1997 · 1998 · 1999 · 2000 · 2001 · 2002 · 2003 · 2004 · 2005 · 2006 · 2007 · 2008 · 2009 · 2010 · 2011 · 2012 · 2013 · 2014 · 2015 · 2016 · 2017 · 2018 · 2019 · 2020 · 2021 · 2022 · 2023 · 2024 · 2025
World Darts Championship (WDF)

2022 · 2023 · 2024
World Seniors Darts Championship (WSDT)

2022 · 2023 · 2024 · 2025